# Tagaraja
Tagaraja is een bestuurslaag in het regentschap Indragiri Hilir van de provincie Riau, Indonesië. Tagaraja telt 17.578 inwoners (volkstelling 2010).